# LIBRIS
LIBRIS (Library Information System, Библиотечна информационна система) е шведски национален обединен каталог, поддържан от Шведската национална библиотека в Стокхолм.
В него свободно могат да се намерят около 6,5 милиона заглавия в национален мащаб.
В допълнение към библиографския запис за всяка книга или публикация LIBRIS също съдържа и файл с нормативен контрол за личностите. За всяка личност има запис, свързващ името, данните за раждане и занятието с уникален идентификатор.
MARC кодът за шведския обединен каталог е SE-LIBR, нормирано: selibr.
Развитието на LIBRIS може да се проследи от средата на 60-те години на XX век.
Рационализацията на библиотеките е необходимост в продължение на 2 десетилетия след Втората световна война, докато през 1965 г. правителствен комитет публикува отчет за използване на компютрите в изследователски библиотеки. С държавния бюджет за 1965 г. се създава изследователски библиотечен съвет (Forskningsbiblioteksrådet, FBR). През май 1970 г. е публикуван предварителният проектен документ „Информационна система Biblioteksadministrativt (BAIS)“, а името LIBRIS, съкратено от Библиотечна информационна система, е използвано за техническия подкомитет, който започва работа на 1 юли 1970 г.
Бюлетинът LIBRIS-meddelanden (ISSN 0348-1891) се публикува от 1972 г. и е наличен онлайн от 1997 г.